# لا سار، کبک
لا سار (به فرانسوی: La Sarre) شهرکی در منطقه شهری آبیتیبی-وست ناحیه آبیتیبی-تمیسکامنگ در استان کبک کانادا است. در سرشماری سال ۲۰۱۱ این شهرک ۷٬۳۵۱ نفر جمعیت داشته‌است و مساحت آن ۱۴۸٫۲۱ کیلومتر مربع است.